# Strövtåg i hembygden
För singeln av Mando Diao, se Strövtåg i hembygden (Mando Diao).
Strövtåg i hembygden är en diktcykel i fyra delar av Gustaf Fröding. Den utgavs 1896 i diktsamlingen Stänk och flikar.
Diktcykeln består av fyra separata dikter. Dessa har inga egna titlar utan är endast numrerade. Här återges den första versraden i respektive dikt:
1. Det är skimmer i molnen och glitter i sjön (Dikten består av åtta 4-radiga strofer.)
2. Och här är dungen, där göken gol (Dikten består av en 8-radig strof.)
3. Här är stigen trängre, här är vildskog (Dikten består av tre 4-radiga strofer.)
4. Kung Liljekonvalje av dungen (Dikten består av fem 4-radiga strofer.)

## Tidigare versioner
Det som skulle bli diktcykeln "Strövtåg i hembygden" genomgick många förändringar innan den fann sin slutgiltiga form i Stänk och flikar. Första dikten publicerades i kalendern Svea 1894, med titeln Vid Alstern. Inledningsraderna löd då "Det är guld öfver molnen och silfver i sjön".
Titeln "Strövtåg i hembygden" förekom för första gången i kalendern Nornan för 1896. Sviten bestod då av Och här är dungen, där göken gol, Här är stigen trängre och Kung Liljekonvalje av dungen, som del ett, tre och fyra. Dessutom ingår två dikter som uteslöts ur slutversionen. Den andra dikten, som inleds Ja, mina käraste barndomsvänner, är i det närmaste en fortsättning på "Och här är dungen, där gökel gol". Den beskriver den livliga leken tillsammans med "tösor och pojkar, barfotalassar", "hembygdens barnstam i huckle och luva", uppfödda "på torpens fattiga tuva".
Den femte och avslutande dikten, som inleds Och här går vägen vid Bymon fram, skildrar indelte soldaten Stolt med hustru och två barn. I diktens första strof beskrivs familjen, som sedda från sockenvägen genom Alsterdalen. Fadern står "rak och allvarsam" invid en björk, modern "blid och allvarsam" niger vid stugans dörr. Dottern leker tyst tittut bakom husknuten och sonen, "en liten pys i kolt", leker i vägens damm. Andra och avslutande strofen utspelar sig i diktarens nutid och påminner om slutstofen i Verner von Heidenstams fem år yngre dikt Sverige. Liksom berghällen ligger bar, där skaldens eget barndomshem en gång låg, står stugan vid Bymon "tom och stängd" och "Stolten och hans hustru bo i kyrkogårdens ro". Barnen har egna barn, men bor på annat håll, "fjärran i länder långt ifrån". Kanske är de en bild av emigrationen till Amerika.
Familjen Stolt bebodde soldattorpet på Bymon och var familjen Frödings närmsta grannar vid tiden på Byn. Fadern har pekats ut som en förebild till den unge Korperal Storm och sonen som verklighetens Lelle Karl-Johan.
Före tryckningen av Stänk och flikar gjorde Fröding en omfattande omarbetning av cykelns fyra slutgiltiga dikter. De flesta ändringarna var korrigeringar av ordval, men även en del strykningar gjordes. Till exempel hade Kung Liljekonvalje av dungen i Svea en inledningsstrof, som fungerade som ett slags scenanvisning för den övriga dikten.

## Tonsättningar
Hela sviten
- Hans Lundgren (2019), för damkör, klarinett och fagott.

Nr 1 Det är skimmer i molnen och glitter i sjön
- Göran Fristorp (2008)[6]
- Gustaf Norén och Björn Dixgård (2012)[7] Frödings text är bitvis bearbetad.

Nr 2 Och här är dungen, där göken gol
- Gerda Adde (1924), visa[8]
- Alice Tegnér (1926), visa[8]
- Björn Svenonius (1942), för röst och piano[8]
- Ivar Widéen (1943), för röst och piano[8]
- August Ekenberg (1949), för röst och piano[8]

Nr 3 Här är stigen trängre, här är vildskog
- Björn Svenonius (1942), för röst och piano[9]

Nr 4 Kung Liljekonvalje av dungen
- Ruben Liljefors (1894), sång och piano[10]
- David Wikander (1920), för manskör[11], (1946), för blandad kör[10]
- Per Lundkvist (1944), sång och stråkorkester[10]

## Inspelningar
Nr 1 Det är skimmer i molnen och glitter i sjön
- Göran Fristorp sjöng in sin tonsättning 2008 på albumet Min lyckas hus.[6]
- Mando Diao sjöng 2012 in Norén och Dixgårds version på albumet Infruset, med låttiteln Strövtåg i hembygden.[12] Den 11 november 2012 gick deras version in som etta på Svensktoppen.[13] Den nådde också en 18:e-plats på Sverigetopplistan.[14] I samband med Svensktoppens 60-årsfirande år 2022 röstades den fram som bästa låten någonsin på Svensktoppen av programmets lyssnare.[15]

Nr 4 Kung Liljekonvalje av dungen
- Orphei Drängar (1988), dirigent Eric Ericson[10]
- Allmänna Sången (1990), dirigent Cecilia Rydinger Alin[10]
- Akademiska kören (1991), dirigent Johannes Norrby[10]
- Hägerstens motettkör (1995), dirigent Ingemar Månsson[10]
- Orphei Drängar (1997), dirigent Robert Sund[10]
- Svanholm Singers (1999), dirigent Eva Svanholm Bohlin[10]
- Lihkören (1999), dirigent Hans Lundgren[10]
- Vox Aros (2008), dirigent Uffe Most